# Cantón de Échirolles
El cantón de Échirolles es una división administrativa francesa, situada en el departamento de Isère y la región Ródano-Alpes.

## Composición
El cantón agrupa 3 comunas:
- Bresson
- Échirolles
- Eybens